# اثیر اخسیکتی

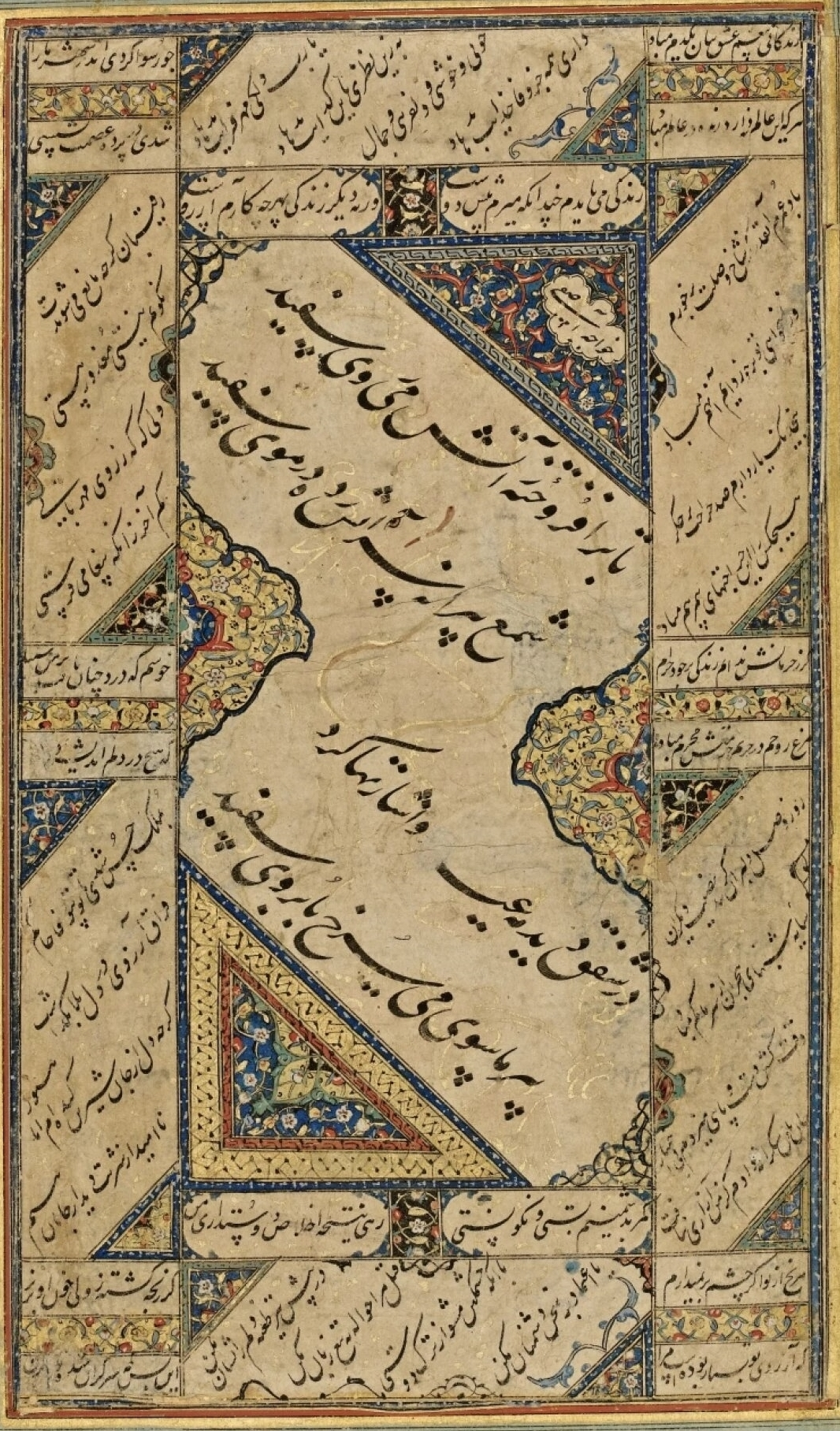
طرح‌نگاره‌ای از یک رباعی خواجه آصفی، خوشنویسی‌شده برای سلطان‌حسین‌خان شاملو

اثیرالدین ابوالفضل محمد بن طاهر اخسیکتی معروف به اثیر اخسیکتی از شاعران مشهور سدهٔ ششم هجری است.

## زندگی
اثیر در شهر اخسیکت زاده شد که در سده ششم یکی از شهرهای آباد ماوراءالنهر در منطقهٔ فرغانه در شمال رود سیحون بوده‌است. اثیر سخنوری را در همان‌جا آغاز کرد. با حملهٔ ترکان غز و زوال دولت سنجری و پریشانی خراسان که خود از آن با عنوان «وحشت خراسان» یاد می‌کند، نواحی شرقی ایران را ترک گفت و به نواحی غرب و شمال غرب ایران روی آورد. نخست در همدان به دربار غیاث‌الدین محمد بن ملکشاه سلجوقی (۵۵۵ ه‍.ق) پیوست و سال‌های متمادی او و جمعی از وزیران و امیران دربارش را مدح گفت. در لشکر غیاث‌الدین محمد، با علاءالدین عربشاه (۵۸۴ ه‍.ق) حاکم کُهستان آشنا شد. عربشاه شعر اثیر را پسندید و او را نواخت. اثیر مدت زیادی از عمر خود را به تفاریق در همدان و کُهستان در دستگاه عربشاه بود.
اثیر اخسیکتی پس از مرگ غیاث‌الدین محمد، قصایدی در مدح جانشین او رکن‌الدین ارسلان بن طغرل سلجوقی (۵۷۱ ه‍.ق) و سپس طغرل بن ارسلان (۵۹۰ ه‍.ق) پرداخت. از دیگر ممدوحان شاعر، نام اتابکان آذربایجان شامل شمس‌الدین ایلدگز (۵۷۱ ه‍.ق) و پسرانش محمد جهان پهلوان (۵۸۱ ه‍.ق) و قزل ارسلان (۵۸۵ ه‍.ق) در قصایدش مکرر دیده می‌شود.
اثیر سال‌های پایانی زندگانی را در شهر خلخال بسر برد و در سال ۶۰۹ ه‍.ق در همین شهر درگذشت. تاریخ مرگ اثیر را سال‌های ۵۶۳ ه‍.ق و ۵۷۷ ه‍.ق هم ذکر کرده‌اند که با توجه به اینکه تاریخ سرایش بعضی از اشعار او پس از این سال‌هاست، اعتباری ندارد. بدیع الزمان فروزانفر، اثیر را به تعصب مذهبی متهم داشته و گفته است که هم‌کیشان حنفی خود را بر ضد شافعیان تحریک می‌کرده‌است. درستی این قول مورد تردید است. زیرا به احتمال بسیار اثیر خود شافعی است و ثانیاً در دیوان او اشعاری در ستایش هر دو گروه دیده می‌شود. مدایح او در ستایش ائمه شیعه و بالاخص علی قابل توجه است.

## شعر
اثیر اخسیکتی با شاعران بزرگ همعصر خود همچون خاقانی شروانی، نظامی گنجوی، رشید وطواط، مجیر بیلقانی و ظهیر فاریابی مراودات و معارضاتی داشته‌است. اثیر بعضی از قصاید خاقانی را جواب گفته و پایه خود را بالاتر شمرده است. همچنین حکایتی در مورد ملاقات این دو شاعر در دست است که کمابیش بوی افسانه دارد. نویسندگان معاصر اثیر، به رقابت میان او و مجیر بیلقانی اشاره کرده‌اند. اثیر، یکجا در یکی از اشعارش مجیر را دزد شعر خود خوانده است: «از برای خدای خواجه مجیر/ کاروانهای شعر من چه زنی؟». رقابت‌های شعری اثیر اخسیکتی و مجیر بیلقانی گاه باعث کدورت ممدوحین ایشان، قزل ارسلان و محمد جهان پهلوان، که برادر بودند، نیز می‌شد.
به نوشته دولتشاه سمرقندی، بعضی از ارباب فضل سخن اثیر را بر سخن خاقانی و انوری ترجیح داده‌اند و بعضی دیگر این دعوی را مسلّم نداشته‌اند. بدیع الزمان فروزانفر معتقد است گرایش اثیر به درج فنون بلاغی و معانی باریک، اشعارش ا از گرمی و طراوت انداخته است. از سوی دیگر، ورزیدگی شاعر در علوم مختلف عصر، از جمله ریاضی، حکمت، پزشکی، اخترشناسی، هیئت، منطق، فقه، اصول و کلام و آوردن معانی و اصطلاحات آن علوم، باعث پیچیدگی سخنش شده‌است. ظاهراً قصد شاعر از سرودن این نوع شعرها، هماوردی با خاقانی و عرض اندام در عرصه پیچیده‌گویی بوده‌است.
شهرت اثیر اخسیکتی بواسطه قصاید اوست. اکثر این قصاید در مدح سلاطین و محتشمان سده ششم ق است واگرچه این اشعار حاوی نکات و فواید ادبی و تاریخی است، از خواندن آن‌ها لذتی نصیب خواننده امروزی نمی‌شود. اثیر در غزلهای خود، بر خلاف قصایدش، زبانی روشن و لطیف دارد. این غزلها، اغلب مضامینی عاشقانه و اوزانی نرم و کوتاه دارند. امین‌الیدن حاج بله، از مقبولیت غزلهای اثیر در بین معاصرانش خبر می‌دهد. بسیاری از اشعار اثیر را رباعیات او تشکیل می‌دهد که شمار آن‌ها به ۵۶۰ رباعی می‌رسد. در میان این رباعیات، ترانه‌های لطیف و ماندگار فراوان است.

## آثار
«دیوان اثیر اخسیکتی» مشتمل بر قصاید، غزلیات، قطعات، ترجیعات و رباعیات است که یک بار به همت رکن‌الدین همایون فرخ بر اساس نه نسخه خطی تصحیح و چاپ شده‌است (تهران، ۱۳۳۷ ش). این چاپ فاقد همه اشعار اثیر است و کیفیت تصحیح آن نیز مورد انتقاد دکتر محمدجعفر محجوب قرار گرفته‌است (راهنمای کتاب، ش ۳، ۱۳۳۷ ش). دستنویسی از دیوان اثیر که مشتمل بر ۱۲ هزار بیت شعر است، در کتابخانه حکیم علی اوغلو پاشای ترکیه نگهداری می‌شود (ش ۶۶۹) که تعداد اشعار آن دو برابر نسخه چاپی است. دیوان چاپ شده این شاعر به دلايل فراوان از جمله متأخر بودن نسخه اساس مصحح و نيز عدم دسترسي به نسخ متعدد و متقدم ،‌با تحريفات و تصحيفاتی صورت پذيرفته و برخي از ابيات با اغلاط ، افتادگي‌ها و ابهامات و تعقيدات ضبط گرديده است. برخی از ابيات اين شاعر به گونه اي محرف و مبهم با اغلاط فراوان به صورت لاينحل ضبط شده و برخی ديگر از ابيات نيز در نسخ تازه يافته ضبط است كه در ديوان چاپي موجود نيست.

## دو رباعی
| بر من رقم خطا پرستی همه هست     |  | ناکامی عشق و تنگدستی همه هست      |
| با این همه، در میانه مقصود تویی |  | جای گله نیست، چون تو هستی همه هست |

| صد بار وجود را فرو بیخته‌اند   |  | تا مثل تو صورتی بر انگیخته‌اند |
| سبحان اللَّه ! ز فرق سر تا پایت |  | در قالب آرزوی من ریخته‌اند     |